# Тождества Ньютона
В математике тождества Ньютона, также известные как формулы Ньютона — Жирара, задают соотношения между двумя типами симметрических многочленов, а именно между элементарными симметрическими многочленами и степенными суммами Ньютона. Для произвольного многочлена P они дают возможность выразить сумму k-х степеней всех корней P (с учётом кратности) через коэффициенты P, без фактического нахождения корней. Эти тождества были открыты Исааком Ньютоном около 1666 года, и возможно, в ранних работах (1629) Альберта Жирара. Они находят применение во многих областях математики, в том числе в теории Галуа, теории инвариантов, теории групп, комбинаторике, а также в других науках, в том числе в общей теории относительности.

## Формулировка тождеств
Для переменных {\displaystyle x_{1},\dots ,x_{n}} и для {\displaystyle k\geq 1} рассмотрим суммы {\displaystyle k}-тых степеней этих переменных:
{\displaystyle p_{k}(x_{1},\ldots ,x_{n})=\sum \nolimits _{i=1}^{n}x_{i}^{k}=x_{1}^{k}+\cdots +x_{n}^{k}.}
Обозначим также через {\displaystyle e_{k}(x_{1},\dots ,x_{n})} элементарные симметрические многочлены. Многочлен {\displaystyle e_{k}(x_{1},\dots ,x_{n})} представляет собой сумму всех возможных произведений {\displaystyle k} разных переменных, в частности
{\displaystyle {\begin{aligned}e_{0}(x_{1},\ldots ,x_{n})&=1,\\e_{1}(x_{1},\ldots ,x_{n})&=x_{1}+x_{2}+\cdots +x_{n},\\e_{2}(x_{1},\ldots ,x_{n})&=\textstyle \sum _{1\leq i<j\leq n}x_{i}x_{j},\\&{}\ \ \vdots \\e_{n}(x_{1},\ldots ,x_{n})&=x_{1}x_{2}\cdots x_{n},\\e_{k}(x_{1},\ldots ,x_{n})&=0,\quad {\text{for}}\ k>n.\\\end{aligned}}}
Тогда тождества Ньютона могут быть записаны следующим образом:
{\displaystyle ke_{k}=\sum _{i=1}^{k}(-1)^{i-1}e_{k-i}p_{i},}
для всех {\displaystyle k\geq 1}. В частности, для {\displaystyle k>n\geq 1}
{\displaystyle 0=\sum _{i=k-n}^{k}(-1)^{i-1}e_{k-i}p_{i},}
Для нескольких первых значений {\displaystyle k} получим:
{\displaystyle {\begin{aligned}e_{1}&=p_{1},\\2e_{2}&=e_{1}p_{1}-p_{2},\\3e_{3}&=e_{2}p_{1}-e_{1}p_{2}+p_{3},\\&{}\ \ \vdots \end{aligned}}}
Истинность этих тождеств не зависит от количества переменных, даже когда левая и правая части равны нулю. Эти равенства позволяют рекуррентно выразить {\displaystyle p_{i}} через {\displaystyle e_{i}}:
{\displaystyle {\begin{aligned}p_{1}&=e_{1},\\p_{2}&=e_{1}p_{1}-2e_{2},\\p_{3}&=e_{1}p_{2}-e_{2}p_{1}+3e_{3},\\p_{4}&=e_{1}p_{3}-e_{2}p_{2}+e_{3}p_{1}-4e_{4},\\&{}\ \ \vdots \end{aligned}}}

## Способы доказательства
Каждое отдельное из тождеств Ньютона может быть проверено с помощью элементарных алгебраических операций, однако общая формула требует доказательства. Существует несколько различных способов вывода тождеств.
Ниже мы обозначаем количество переменных через {\displaystyle n}, а номер тождества (количество слагаемых в сумме в правой части) через {\displaystyle k}.

### Через специальный случайk=n{\displaystyle k=n}
По определению, {\displaystyle \prod _{i=1}^{k}(t-x_{i})=\sum _{i=0}^{k}(-1)^{k-i}e_{k-i}(x_{1},\ldots ,x_{k})t^{i}}
Следовательно, при {\displaystyle t=x_{j}} имеем
{\displaystyle 0=\sum _{i=0}^{k}(-1)^{k-i}e_{k-i}(x_{1},\ldots ,x_{k}){x_{j}}^{i},\quad 1\leq j\leq k}
Суммируя по всем {\displaystyle j}, получаем
{\displaystyle 0=(-1)^{k}ke_{k}(x_{1},\ldots ,x_{k})+\sum _{i=1}^{k}(-1)^{k-i}e_{k-i}(x_{1},\ldots ,x_{k})p_{i}(x_{1},\ldots ,x_{k}),}
Из этого выражения немедленно следует {\displaystyle k}-тое тождество Ньютона при {\displaystyle k} переменных. Поскольку оно является тождеством между симметрическими однородными многочленами.
Далее всё выводится из этого факта. При {\displaystyle n<k} тождество очевидным образом получается из присваивания {\displaystyle x_{n+1}=x_{n+2}=\dots =x_{k}=0} в тождестве для {\displaystyle n=k}
Пусть теперь {\displaystyle n=k+1}. Обозначим через {\displaystyle f(x_{1},\dots ,x_{n})} и {\displaystyle g(x_{1},\dots ,x_{n})} соответственно левую и правую части тождества. Из выполнения тождества при {\displaystyle n=k} следует, что
{\displaystyle {\begin{aligned}&f(0,x_{2},\dots ,x_{k},x_{k+1})=g(0,x_{2},\dots ,x_{k},x_{k+1})\\&f(x_{1},0,\dots ,x_{k},x_{k+1})=g(x_{1},0,\dots ,x_{k},x_{k+1})\\&\dots \\&f(x_{1},x_{2},\dots ,0,x_{k+1})=g(x_{1},x_{2},\dots ,0,x_{k+1})\\&f(x_{1},x_{2},\dots ,x_{k},0)=g(x_{1},x_{2},\dots ,x_{k},0)\end{aligned}}}
Однако из этого следует, что разность {\displaystyle f-g} представима в виде {\displaystyle h(x_{1},\dots ,x_{n})x_{i}} для любого {\displaystyle i} (если бы не была, то при каких-то {\displaystyle x_{1},\dots ,x_{i-1},x_{i+1},\dots ,x_{k+1}} разность была бы ненулевой и одно из равенств, обозначенных выше, не выполнялось бы). Следовательно, разность {\displaystyle f-g} представима в виде {\displaystyle h(x_{1},\dots ,x_{n})x_{1}x_{2}\dots x_{k}x_{k+1}}, однако это невозможно так как полная степень и {\displaystyle f} и {\displaystyle g} равна {\displaystyle k}.
Аналогичные рассуждения для {\displaystyle n>k+1} дают индукционный переход и доказывают тождества для произвольного {\displaystyle n}.

### Черезформальные степенные ряды
Прямым раскрытием скобок можно получить, что
{\displaystyle \prod _{i=1}^{n}(t-x_{i})=\sum _{k=0}^{n}(-1)^{k}e_{k}(x_{1},\dots ,x_{n})t^{n-k}}
{\displaystyle \prod _{i=1}^{n}(1-{\frac {x_{i}}{t}})=\sum _{k=0}^{n}(-1)^{k}e_{k}(x_{1},\dots ,x_{n}){\frac {1}{t^{k}}}}
Обозначая {\displaystyle s={\frac {1}{t}}}, получаем {\displaystyle \prod _{i=1}^{n}(1-x_{i}s)=\sum _{k=0}^{n}(-1)^{k}e_{k}(x_{1},\dots ,x_{n})s^{k}}.
Формально дифференцируя (беря производную) по {\displaystyle s} и домножая обе части на {\displaystyle s}, получаем
{\displaystyle {\begin{aligned}\sum _{k=0}^{n}(-1)^{k}ke_{k}(x_{1},\ldots ,x_{n})s^{k}&=s\sum _{i=1}^{n}\left[(-x_{i})\prod \nolimits _{j\neq i}(1-x_{j}s)\right]\\&=-\left(\sum _{i=1}^{n}{\frac {x_{i}s}{1-x_{i}s}}\right)\prod \nolimits _{j=1}^{n}(1-x_{j}s)\\&=-\left[\sum _{i=1}^{n}\sum _{j=1}^{\infty }(x_{i}s)^{j}\right]\left[\sum _{\ell =0}^{n}(-1)^{\ell }e_{\ell }(x_{1},\ldots ,x_{n})s^{\ell }\right]\\&=\left[\sum _{j=1}^{\infty }p_{j}(x_{1},\ldots ,x_{n})s^{j}\right]\left[\sum _{\ell =0}^{n}(-1)^{\ell -1}e_{\ell }(x_{1},\ldots ,x_{n})s^{\ell }\right],\\\end{aligned}}}
Так как тождественное равенство многочленов влечёт равенство всех коэффициентов, то по правилам умножения многочленов из этого напрямую следует, что
{\displaystyle (-1)^{k}ke_{k}(x_{1},\ldots ,x_{n})=\sum _{j=1}^{k}(-1)^{k-j-1}p_{j}(x_{1},\ldots ,x_{n})e_{k-j}(x_{1},\ldots ,x_{n}),}

### Черезтелескопический ряд
Пусть фиксировано некоторое {\displaystyle k\geq 1}. Обозначим через {\displaystyle r_{i}^{(k)}(x_{1},\dots ,x_{n})} сумму всех одночленов, состоящих из {\displaystyle k} различных переменных, одна из которых входит в одночлен со степенью {\displaystyle i}, а все другие - со степенью 1. Такие одночлены естественным образом возникают в произведении {\displaystyle p_{i}(x_{1},\dots ,x_{n})e_{k-i}(x_{1},\dots ,x_{n})} (переменные со степенью {\displaystyle i} "приходят" из полинома {\displaystyle p_{i}}, а остальные, входящие в одночлен с первой степенью - из {\displaystyle e_{k-i}}).
Конкретнее, легко проверяются следующие тождества:
{\displaystyle {\begin{aligned}&p_{1}e_{k-1}=ke_{k}+r_{2}^{(k)}\\&p_{i}e_{k-i}=r_{i}^{(k)}+r_{i+1}^{(k)},&1<i<k\\&p_{k}e_{0}=p_{k}=r_{k}^{(k)}\end{aligned}}}
Особенность первого из них обусловлена, грубо говоря, тем, что при {\displaystyle i\geq 2} для одночлена {\displaystyle x_{0}^{i}x_{1}\dots x_{k-i}} однозначно понятно, какая переменная взята из {\displaystyle p_{i}}, а какие - из {\displaystyle e_{k-i}}, так что каждый такой многочлен входит в произведение {\displaystyle p_{i}e_{k-i}} с коэффициентом {\displaystyle 1}. В случае же {\displaystyle i=1} многочлен {\displaystyle x_{1},\dots ,x_{k}} встретится в произведении {\displaystyle p_{1}e_{k-1}} ровно {\displaystyle k} раз - как каждое возможное перемножение одной из переменных с остальной частью одночлена: {\displaystyle x_{1}x_{2}\dots x_{k-1}x_{k}=x_{1}\cdot x_{2}x_{3}\dots x_{k-1}x_{k}=x_{2}\cdot x_{1}x_{3}\dots x_{k-1}x_{k}=\dots =x_{k}\cdot x_{1}x_{2}\dots x_{k-2}x_{k-1}}. Это даёт коэффициент {\displaystyle k} при {\displaystyle e_{k}}
Из представленных выше тождеств легко получить, что
{\displaystyle {\begin{aligned}&p_{1}e_{k-1}-p_{2}e_{k-2}+\dots +(-1)^{k-1}p_{k}=\\&=ke_{k}+r_{2}^{(k)}-\left({r_{2}^{(k)}+r_{3}^{(k)}}\right)+\left({r_{3}^{(k)}+r_{4}^{(k)}}\right)-\dots +(-1)^{k}r_{k}^{(k)}=\\&=ke_{k}+r_{2}^{(k)}-r_{2}^{(k)}-r_{3}^{(k)}+r_{3}^{(k)}+r_{4}^{(k)}-r_{4}^{(k)}\dots +(-1)^{k-1}r_{k}^{(k)}+(-1)^{k}r_{k}^{(k)}=\\&=ke_{k}\\\end{aligned}}}

## Связанные тождества

### Прямые представления элементарных симметрических многочленов степенными суммами
Раскрывая явно выражение {\displaystyle e_{i}} через {\displaystyle p_{i}}, получим представления
{\displaystyle {\begin{aligned}e_{1}&=p_{1},\\e_{2}&=\textstyle {\frac {1}{2}}p_{1}^{2}-{\frac {1}{2}}p_{2}&&=\textstyle {\frac {1}{2}}(p_{1}^{2}-p_{2}),\\e_{3}&=\textstyle {\frac {1}{6}}p_{1}^{3}-{\frac {1}{2}}p_{1}p_{2}+{\frac {1}{3}}p_{3}&&=\textstyle {\frac {1}{6}}(p_{1}^{3}-3p_{1}p_{2}+2p_{3}),\\e_{4}&=\textstyle {\frac {1}{24}}p_{1}^{4}-{\frac {1}{4}}p_{1}^{2}p_{2}+{\frac {1}{8}}p_{2}^{2}+{\frac {1}{3}}p_{1}p_{3}-{\frac {1}{4}}p_{4}&&=\textstyle {\frac {1}{24}}(p_{1}^{4}-6p_{1}^{2}p_{2}+3p_{2}^{2}+8p_{1}p_{3}-6p_{4}),\\&~~\vdots \\e_{n}&=(-1)^{n}\sum _{m_{1}+2m_{2}+\cdots +nm_{n}=n \atop m_{1}\geq 0,\ldots ,m_{n}\geq 0}\prod _{i=1}^{n}{\frac {(-p_{i})^{m_{i}}}{m_{i}!i^{m_{i}}}}\\\end{aligned}}}
Общая формула может быть также переписана как
{\displaystyle e_{n}={\frac {(-1)^{n}}{n!}}B_{n}(-p_{1},-1!p_{2},-2!p_{3},\ldots ,-(n-1)!p_{n}),}
где {\displaystyle B_{n}} - многочлен Белла. Такое представление, в частности, приводит к следующему тождеству производящих функций:
{\displaystyle \sum _{n=0}^{\infty }e_{n}\,X^{n}=\exp \left(\sum _{n=1}^{\infty }{\frac {(-1)^{n+1}}{n}}p_{n}\,X^{n}\right).}

### Прямое представление степенных сумм через элементарные симметрические многочлены
Аналогично, раскрывая напрямую рекуррентные выражения, можно получить, что 
{\displaystyle {\begin{aligned}p_{1}&=e_{1},\\p_{2}&=e_{1}^{2}-2e_{2},\\p_{3}&=e_{1}^{3}-3e_{2}e_{1}+3e_{3},\\p_{4}&=e_{1}^{4}-4e_{2}e_{1}^{2}+4e_{3}e_{1}+2e_{2}^{2}-4e_{4},\\p_{5}&=e_{1}^{5}-5e_{2}e_{1}^{3}+5e_{3}e_{1}^{2}+5e_{2}^{2}e_{1}-5e_{4}e_{1}-5e_{3}e_{2}+5e_{5},\\p_{6}&=e_{1}^{6}-6e_{2}e_{1}^{4}+6e_{3}e_{1}^{3}+9e_{2}^{2}e_{1}^{2}-6e_{4}e_{1}^{2}-12e_{3}e_{2}e_{1}+6e_{5}e_{1}-2e_{2}^{3}+3e_{3}^{2}+6e_{4}e_{2}-6e_{6}.\end{aligned}}}
Первые четыре формулы были получены Альбером Жираром ещё до Ньютона, в 1629 году. Общая формула имеет следующий вид:
{\displaystyle p_{m}=\sum _{r_{1}+2r_{2}+\cdots +mr_{m}=m \atop r_{1}\geq 0,\ldots ,r_{m}\geq 0}(-1)^{m}{\frac {m(r_{1}+r_{2}+\cdots +r_{m}-1)!}{r_{1}!r_{2}!\cdots r_{m}!}}\prod _{i=1}^{m}(-e_{i})^{r_{i}}.}
Это может быть переформулировано в терминах многочленов Белла:
{\displaystyle p_{m}=(-1)^{m}m\sum _{k=1}^{m}{\frac {1}{k}}{\hat {B}}_{m,k}(-e_{1},\dots ,-e_{m-k+1}).}

## Приложения

### Приложения ккорням многочленов
Многочлен {\displaystyle f(x)} с корнями {\displaystyle x_{1},\dots ,x_{n}} может быть представлен как
{\displaystyle f(x)=\prod _{i=1}^{n}\left(x-x_{i}\right)=\sum _{k=0}^{n}(-1)^{n-k}e_{n-k}x^{k},},
где коэффициенты {\displaystyle e_{k}=e_{k}(x_{1},\dots ,x_{n})} - симметрические многочлены, определённые выше. При известных значениях степенных сумм {\displaystyle p_{k}(x_{1},\dots ,x_{n})=\sum \limits _{i=1}^{n}{{x_{i}}^{k}}} коэффициенты многочлена {\displaystyle f(x)} можно найти из рекуррентных формул.

### Приложения кхарактеристическим многочленам матриц
Тождества Ньютона позволяют свести вычисление коэффициентов характеристического многочлена матрицы {\displaystyle A} к вычислению следа различных её степеней.
Рассмотрим характеристический многочлен некоторой матрицы {\displaystyle A}. Его корни {\displaystyle x_{1},\dots ,x_{n}} являются собственными числами этой матрицы (каждый корень представлен со своей кратностью). Тогда коэффициенты характеристического многочлена выражаются через симметрические многочлены {\displaystyle e_{i}}.
Для любого положительного {\displaystyle k} собственными числами матрицы {\displaystyle A^{k}} являются степени {\displaystyle {x_{1}}^{k},\dots ,{x_{n}}^{k}}. Поскольку сумма собственных чисел матрицы равна её следу, то
{\displaystyle p_{k}(x_{1},\dots ,x_{n})=tr(A^{k})}
Следовательно, и {\displaystyle e_{1},\dots ,e_{n}}, и коэффициенты характеристического многочлена можно выразить линейно из {\displaystyle tr(A),\dots ,tr(A^{n})}. Вычисление коэффициентов многочлена, таким образом, сводится к двум этапам:
- вычисление степеней матрицы {\displaystyle A} и их следа
- решение системы линейных уравнений с треугольной матрицей

Оба этапа относятся к классу сложности NC, так что задача нахождения коэффициентов характеристического многочлена тоже относится к классу NC. На этой идее основан алгоритм Фадеева-Леверье (1840).
Поскольку по теореме Гамильтона-Кэли любая матрица является корнем своего характеристического многочлена, то быстрое вычисление коэффициентов этого многочлена даёт быстрый способ нахождения обратной матрицы.

### Приложения ктригонометрическим суммам
Тождества Ньютона могут использоваться при оценке рациональных тригонометрических сумм по простому модулю для однозначного нахождения частного случая интеграла Виноградова при равном количестве переменных и уравнений.